# Playa del Carmen Airport
Playa del Carmen Airport är en flygplats i Mexiko.   Den ligger i kommunen Solidaridad och delstaten Quintana Roo, i den östra delen av landet, 1 300 km öster om huvudstaden Mexico City. Playa del Carmen Airport ligger 10 meter över havet.
Terrängen runt Playa del Carmen Airport är mycket platt. Havet är nära Playa del Carmen Airport åt sydost.  Närmaste större samhälle är Playa del Carmen, 0,60 km norr om Playa del Carmen Airport. 